# Palo Alto Networks
Palo Alto Networks, Inc. (NASDAQ: PANW

) er en amerikansk multinational it-sikkerhedsvirksomhed med hovedkvarter i Santa Clara, Californien. Deres primære produkter er avancerede fysiske og cloud-baserede next-generation firewalls. De er partnerorganisation med World Economic Forum.
Palo Alto Networks blev etableret i 2005 af Nir Zuk  en tidligere ingeniør fra Check Point og NetScreen Technologies.